# پاتریشا گیج
پاتریشا گیج (انگلیسی: Patricia Gage؛ ۳ مارس ۱۹۴۰ – ۳۱ ژانویهٔ ۲۰۱۰) هنرپیشه و صداپیشه اهل بریتانیا بود. از فیلم‌هایی که وی در آن نقش داشته است، می‌توان به هار اشاره کرد.